# Yvan Kyrla
Yvan Kyrla (en russe : Йыва́н Кырла́), né le 17 mars 1909 à Kupsola dans le Gouvernement de Viatka et mort le 3 juillet 1943 dans le camp de Goulag de l'Oblast de Sverdlovsk, est un poète et comédien soviétique. Il est célèbre pour son rôle de Mustapha dans le drame Le Chemin de la vie de Nikolaï Ekk sorti en 1931.

## Biographie
Après son succès cinématographique, Kyrla s'installe à Iochkar-Ola où il intègre la troupe de théâtre dramatique des Maris. Il devient également l'un des représentants de la République Mari El au Comité exécutif central panrusse. Ses poésies sont publiées dans la revue Mari yal qui parait en langue mari à Moscou dans les années 1930. Avec trois recueils publiés à son actif il est question, en janvier 1937, de son admission à l'Union des écrivains soviétiques.
À la suite d'une altercation avec un certain Nikolaï Gorokhov, le 18 avril 1937 au restaurant de l'hôtel Onar de Iochkar-Ola, où il a le malheur de lancer quelques phrases à caractère nationaliste, Kyrla est arrêté et condamné le 23 avril 1937, à dix ans de camps par une commission du NKVD. On n'entend plus parler de lui. Les sources officielles ne relèvent que la date de sa mort en juillet 1943.
Il est réhabilité à titre posthume en 1956. Des rues à Iochkar-Ola et Sernur (en) portent son nom.

## Filmographie
- 1931 : Le Chemin de la vie (Путёвка в жизнь) : Mustapha
- 1936 : Namestnik Buddy (Наместник Будды)